# Celastrina nigra
Celastrina nigra is een vlinder uit de familie van de Lycaenidae. De wetenschappelijke naam van de soort is voor het eerst gepubliceerd in 1960 door William Trowbridge Merrifield Forbes.

## Verspreiding
De soort komt voor in de Verenigde Staten.

## Waardplanten
De rups leeft op Aruncus dioicus.